# Rothem
Rothem, en limbourgeois Raotem, est un village néerlandais situé dans la commune de Meerssen, dans la province du Limbourg néerlandais. Le 1er janvier 2005, le village comptait 1 690 habitants.